# 맞춤법 검사기

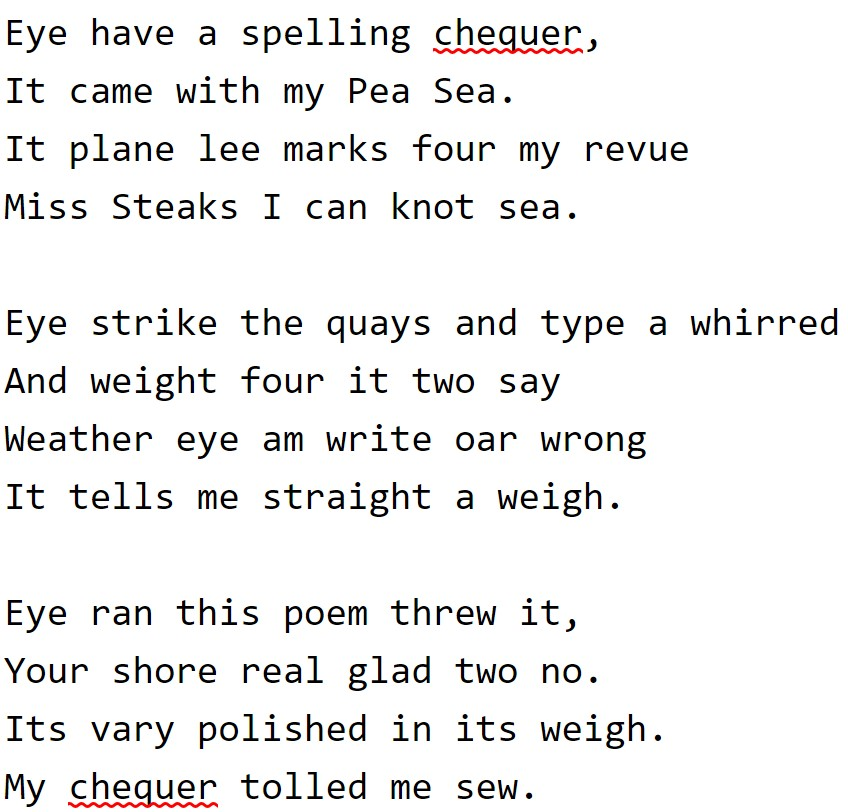
구글 크롬의 맞춤법 검사기가 위의 시에 대해 맞춤법 검사를 수행하였으며 "chequer"라는 단어를 인식할 수 없는 단어로 표시하였다.

맞춤법 검사기(spell checker)는 사용자가 입력한 문장에 사전을 기반으로 하여 맞춤법을 검사하고 자동으로 변환하는 기능이다. 일부 그래픽 프로그램과 소프트웨어 형태의 워드프로세서에서 지원되며 대표적으로 지원되는 프로그램으로는 MS 워드와 한/글 등이 있다.

## 역사
1961년, Les Earnest는 10,000개의 수용 가능한 단어 목록에 접근하는 최초의 맞춤법 검사기를 포함할 필요를 느꼈다. 당시 그의 제자 랄프 고린(Ralph Gorin)은 일반 영어 텍스트를 위한 (연구가 아닌) 응용 프로그램으로서 "SPELL for the DEC PDP-10 at Stanford University's Artificial Intelligence Laboratory"라는 이름으로 작성된 최초의 진정한 맞춤법 검사기 프로그램을 1971년 2월에 개발하였다.

## 같이 보기
- 맞춤법